# Cèl·lula mare

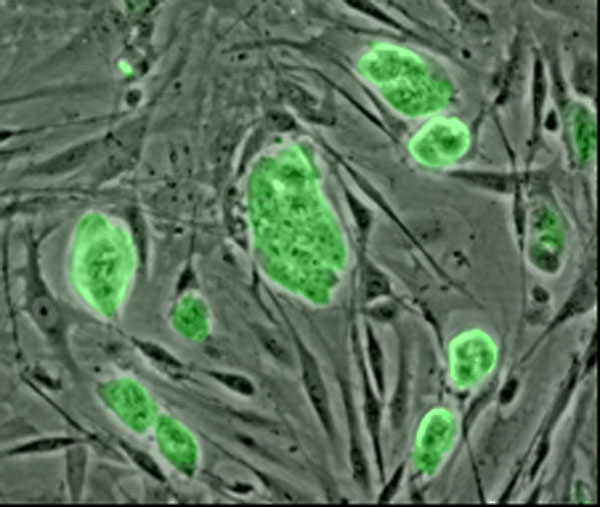
Cèl·lules mare embrionàries de ratolí. Més fotos de laboratori

Les cèl·lules mare són les cèl·lules primordials no diferenciades que conserven l'habilitat de diferenciar-se en altres tipus cel·lulars. Aquesta habilitat els permet d'actuar com un sistema reparador per al cos, substituint altres cèl·lules mentre l'organisme encara és viu.
Es creu que en un futur les cèl·lules mare tindran el potencial d'enfrontar-se a multitud de malalties humanes essent emprades per reparar teixits específics o substituir òrgans sencers. Encara es creu, però, que caldrà molts anys més d'intensa investigació per aconseguir aquestes fites.
L'estudi de les cèl·lules mare s'atribueix a l'inici de la dècada de 1960 després dels treballs dels científics canadencs Ernest A. McCulloch i James E. Till. El soviètic Masimow les va lligar a l'hematopoesi.

## Tipus de cèl·lules mare

### Potencialitat
Les cèl·lules mare podrien ser categoritzades per la seva potencialitat, o sigui, la capacitat de diferenciació 
- Totipotents: les cèl·lules mare són produïdes per fusió d'un òvul i un espermatozoide així com les produïdes en les primeres divisions del zigot. Aquestes cèl·lules poden esdevenir qualsevol tipus cel·lular sense excepció.
- Pluripotents: cèl·lules mares descendents de les totipotents que poden esdevenir qualsevol tipus cel·lular excepte les totipotents.
- Multipotents: les cèl·lules mare només poden produir una família emparentada de cèl·lules diferenciades (les multipotencials hematopoètiques, per exemple, poden crear hematòcits, limfòcits i plaquetes).
- Unipotents: cèl·lules mare que només poden produir un tipus concret de cèl·lula, però amb capacitat d'autorenovar-se cosa que les diferencia de les no cèl·lules mare.